# おぶちゃ
おぶちゃは日本のエンターテイメントユニット。
2017年6月に主宰・大部恭平の個人企画として始動。演劇を中心に音楽、映像作品、イベントなど多種多様なエンターテイメントを仕掛けるチームとして活動。2022年までは主宰の大部以外はゲストで構成されていた個人企画だったが、2023年よりメンバーを募集。2024年11月現在は俳優、デザイナー含め5名で活動を行っている。

## メンバー
[キャスト]
- 大部恭平 （おおぶきょうへい）　おぶちゃ主宰／脚本家／演出家／プロデューサー／俳優

おぶちゃ主宰。神奈川県横浜市出身。8月17日生まれ。B型（RH-)。俳優としてキャリアを開始し、舞台やドラマのほか、WINKケーブルTVバラエティ「おねこうTV」(レギュラー出演)、などに出演。脚本演出では、おぶちゃ全作品をはじめ、「ほむら先生はたぶんモテない」(横浜ランドマークホール)、「無人駅で君を待っている」(東京・浜松公演)など。作風として「リズムの良い会話劇」を得意とし、人間味、温かみのある雰囲気・空間づくりの演出には定評がある。日本語ラップが好き、誕生日覚えるの得意。
- 小谷嘉一 （こたによしかず）　俳優／演出家／モデル

1982年3月25日生まれ。東京都出身。184cm。O型。1999年、『第12回 ジュノン・スーパーボーイ・コンテスト』をきっかけにデビュー。
テレビ朝日系特撮『仮面ライダーアギト』をはじめ、映画『BOYS LOVE』、ミュージカル『テニスの王子様』などに出演。
2023年3月おぶちゃpresents「LALL HOSTEL」にておぶちゃ初出演後、主宰の大部と共鳴し同年大晦日メンバー入り。
俳優活動のほか演出家、劇作家、ベーシスト、モデルなど多方面で精力的に活動中。
好きな食べ物は納豆とラーメンで、愛称は“コニー”。
- 瀬口美乃 （せぐちよしの）　俳優／経営者／モデル

1996年5月11日生まれ。東京都出身。164cm。B型。
中学時代のスカウトをきっかけに「Hana*chu→」の読者モデルとして芸能活動開始。
Amazon Prime Video恋愛リアリティーショー「バチェラー・ジャパン」シーズン2（最年少の剣道家）はじめ、Netflix『全裸監督2』(早川沙樹 役)、MX2「東京電波女子2nd-青山テルマfeat-」（準レギュラー）、MV「AKLO / 221 feat. ZORN」などに出演。
主宰の大部との12年ぶりの再会を機に2024年10月おぶちゃメンバー入り。
俳優活動のほかバルーンショップ琴乃美を創設し経営者、モデルなど多方面で精力的に活動中。
好きな食べ物はハンバーグで、愛称は“よぴ”。
琴乃美HP
[スタッフ]
- 鈴木莉菜　 WEBデザイン。

- 松山真衣　宣伝美術。

おぶちゃメンバー

## 公演
2017年
- おぶちゃ#1（2017年6月30日　エビスSTARバー）

2018年
- おぶちゃ#2（2018年2月10日 - 11日　Gallery＆Spaceしあん）
- おぶちゃ#3（2018年4月5日 - 8日　兎亭）
- おぶちゃ#4「サプピク」「オブ会」（2018年8月17日　都内／KASSETTE OMOTESANDO）

2019年
- おぶちゃ#5（2019年2月9日　エビスSTARバー）
- おぶちゃ#6（2019年4月18日 - 21日　兎亭）
- おぶちゃ#7（2019年6月22日 - 23日　KASSETTE OMOTESANDO）
- おぶちゃ#8「サプカフェ」「オブ会」（2019年8月17日　キュービック）
- おぶちゃ#9（2019年11月8日 - 10日　Under the mat）

2020年
- おぶちゃ2周年半記念〜LIVEと新年会〜（2020年1月26日　北参道ストロボカフェ）
- おぶちゃpresents 「サマバケ」（2020年7月　キュービック）※収録配信公演
- おぶちゃpresents「Joie!」（2020年12月23日 - 27日　千本桜ホール）

2021年
- おぶちゃLIVE〜春のつどい〜（2021年4月30日　ホシノテレカ（cafe＆Gallery））
- 「Joie!上映会〜生副音声を添えて〜」（2021年6月13日　at THEATER）

- 大部恭平一人芝居 「おぶがたり」（2021年8月7日 - 8日　千本桜ホール）
- おぶちゃpresents「Bittersweet Flowers[2]」（2021年11月3日 - 7日　劇場MOMO）

2022年 ~おぶちゃ5周年記念9ヶ月連続企画~
- おぶちゃ番外篇「おぶちゃLIVE〜5周年前祝いSP〜」　（2022年1月9日　溝ノ口劇場）
- おぶちゃWS企画#0 「ひとしきり、ひとくぎり」（2022年2月 Under the mat）※収録配信公演
- おぶちゃ番外篇「おぶちゃ同窓会〜5周年をしっぽり振り返る〜」（2022年2月12日 - 13日　Under the mat）
- おぶちゃpresents「スプリング、サプ、カム。[3]」（2022年3月10日 - 13日　千本桜ホール）
- おぶちゃ番外篇「Bittersweet Flowers上映会〜生副音声を添えて〜」（2022年4月3日　ホシノテレカ（cafe＆Gallery））
- おぶちゃ番外篇「大部恭平一人芝居『おぶがたり』上映会〜生副音声を添えて〜」（2022年5月5日　Under the mat）
- おぶちゃ5周年5円公演 「御縁記念日[4]」（2022年6月30日　MsmileBOX 渋谷）
- クラウドファンディング企画　演劇×HIPHOP「Joie!」MV
- おぶちゃ番外篇「オブ会」（2022年8月20日　ホシノテレカ（cafe＆Gallery））
- 5周年記念公演 「葬送曲[5]」（2022年9月28日 - 10月2日　中目黒キンケロシアター）
- おぶちゃ番外篇「おぶちゃLIVE in Xmas」「オブ会 in Xmas」（2022年12月24日　高円寺StudioK）

2023年
- おぶちゃpresents「LALL HOSTEL[6]」（2023年3月29日 - 4月2日　MsmileBOX渋谷
- おぶちゃ特別篇「キミに贈るコント vol.1」（2023年3月30日　MsmileBOX渋谷）

- おぶちゃ6周年記念6円公演 「シックスコードの響く先で」（2023年6月30日～7月1日　MsmileBox渋谷）
- おぶちゃ番外篇「LALL HOSTEL」〜DVD完成記念イベント〜（2023年7月1日　MsmileBOX渋谷）
- おぶちゃ番外篇「オブ会2023」#1〜このBirthが終わる時 流れ出すIntro〜（2023年8月15日　ホシノテレカ（cafe＆Gallery））
- おぶちゃ番外篇「オブ会2023」#2〜理想描くこれからの言葉を〜（2023年9月2日　ホシノテレカ（cafe＆Gallery））
- おぶちゃ番外篇「オブ会2023」#3〜紡いだBlend 踊るLike This〜（2023年10月9日　CAFE&BAR 木星劇場）
- おぶちゃ番外篇「オブ会2023」#4〜ちょうどいいやつ1から作ればいい〜（2023年11月18日 - 19日　ホシノテレカ（cafe＆Gallery））
- おぶちゃ番外篇「オブ会2023」#5〜難しくて当たり前な話〜（2023年12月16日　CAFE&BAR 木星劇場）
- おぶちゃ特別篇「おぶちゃLIVE2023」「おぶちゃ忘年会」（2023年12月31日　大塚Welcome back）

2024年　~おぶちゃ7周年記念~
- おぶちゃ7周年記念公演「Joie![7]」（2024年2月7日～2月11日　東京芸術劇場シアターウエスト）
- おぶちゃ特別篇「みな会」「おぶ茶会」（2024年3月2日　ホシノテレカ（cafe＆Gallery））
- おぶちゃ特別篇「ナナナナ　公開収録」　（2024年3月9日　ホシノテレカ（cafe＆Gallery））
- おぶちゃ特別篇「こに会」（2024年3月22日　MUSICBAR i’ll）
- おぶちゃ特別篇 「オブ会2024 -ナナナナってなに？-」（2024年4月7日　ルートシアター）
- おぶちゃ特別篇 「オブ会2024 -ナナナナ脚本一部先行公開-」（2024年5月1日　cafe&bar 木星劇場）
- おぶちゃJourney 1st 「LALL HOSTEL」（[東京]2024年5月15日～5月19日　MsmileBOX渋谷/[福岡]5月25,26日　甘棠館show劇場）

- おぶちゃ7周年記念7円企画「オブ会-7th Anniversary-」（2024年6月30日　駒沢Camited）
- おぶちゃDance stage「ナナナナ-七夕の夜に-」（2024年7月3日～7月7日　六行会ホール）
- おぶちゃ番外篇「オブ会2024 - 紡げ、オリジナル。- 」（2024年8月18日　ブルースクエア四谷）
- おぶちゃ番外篇「オブ会2024 - セッション、ラリー、クロスファイヤー。- 」（2024年9月15日,16日　ルートシアター）
- おぶちゃ7周年記念公演「ポエム同好会」（2024年10月9日～10月14日　中目黒キンケロ・シアター）
- おぶちゃFCゆるイベ　#1（2024年10月29日　都内某所）

2025年
- 小谷嘉一プロデュース公演「悲しみに戯けたピエロ-マボロシの作詞家-」（2025年2月5日～2月9日　シアターグリーン BIG TREE THEATER）

- おぶちゃpresents「Bittersweet Flowers」（2025年4月2日～4月6日　シアター風姿花伝）
- おぶちゃ8周年記念公演「タイトル未定(仮)」（2025年10月2日～10月7日　横浜赤レンガ倉庫1号館3Fホール）